# Ходими Джамолак
Ходими Джамолак (Чамолак) (1872—1942, настоящее имя Бибисолеха Кобилходжаева, от тадж.  «ходим» — общественный деятель, активист; «чамолак» — вид плетения косичек у девочек) — участница Среднеазиатского восстания 1916 года в Худжандe, известного также как «Восстание Ходими Джамолак».

## Ход восстания
Восстание началось 4 июля 1916 года в Худжандe и распространилось на большую часть Туркестанского генерал-губернаторства и Степного края Российской империи.
Поводом стак указ Николая II «О привлечение мужского инородческого населения для работы по устройству оборонительных сооружений и военных сообщений в районе действующих армий» от 25 июня 1916 г.. Согласно указу, из г. Худжанда должны были быть мобилизованы 2978 рабочих, что вызвало среди жителей города резкое недовольство, вылившееся в народное восстание.
Ходими Джамолак, жена бедного ремесленника, была известной женщиной в своём квартале и авторитетом среди женщин соседних кварталов горда; она возглавляла все общественно-праздничные мероприятия. Единственный сын, которого после смерти мужа Ходими Джамолак вырастила сама, попал в список мобилизуемых рабочих. Опасаясь лишиться сына-кормильца, Ходими Джамолак обратилась к представителям колониальной администрации с просьбой оставить ей сына, но получила отказ.
Утром 4 июля жители нескольких кварталов (Сарибаланди, Гузари Охун, Кози Луччакон) собрались у здания уездного начальника Худжандл Ходими Джамолак присоединилась к ним. Возбуждённая толпа, среди которой было много женщин и детей, требовала показать и уничтожить мобилизационные списки. Уездный начальник, полковник Н. Б. Рубах сбежал к парому на р. Сырдарья.
Полицейские не справлялись с напором толпы, и по приказу помощника уездного начальника, подполковника В. К. Арцишевского, полицейские и подошедшие к ним солдаты караульной службы стали разгонять людей, применяя силу.
Когда толпа дрогнула, Ходими Джамолак выступила вперёд, и, обратившись к толпе, призвала не отступать. Она набросившись на ближайшего полицейского, ударила его и отобрала шашку, чем воодушевила толпу.
Начавшиеся стычки с полицией переросли в восстание. Солдаты гарнизона начали расстреливать восставших со стены Худжандской крепости, и восстание было подавлено.
Ходими Джамолак умерла в 1942 году.

## Память
Именем Ходими Джамолак назван переулок в Худжанде. В 1986 году в центре Худжанда был установлен бюст Ходими Джамолак.
В историческом музее Согдийской области ей посвящена часть экспозиции.
В 2015 году был снят видеорепортаж для Радио Озоди на таджикском языке под названием «Восстание таджикской женщины против царской России».

### В литературе
Образ Ходими Джамолак описан в цикле рассказов таджикского писателя Рахима Джалиля, и в его романе «Пулат и Гульру».
В книге Исмаиловой Б. «Женщина и политика», опубликованной в г. Худжанд в 2013 году, Ходими Чамолак названа «смелой женщиной, вставшей в первые ряды борцов против колониальной системы России в 1916 году».